# 中粮地产
中粮地产（集团）股份有限公司 （深交所：000031，简称：中粮地产）是中国一家从事房地产开发经营、国内商业、物资供销业、建筑技术咨询、进出口贸易的上市公司。公司总股本181373.16万股（2012年），总部位于深圳市福田区福华一路1号大中华国际交易广场35层，法人代表为周政。